# 景哈哈尼族乡
景哈哈尼族乡是中华人民共和国云南省西双版纳傣族自治州景洪市下辖的一个民族乡。

## 行政区划
景哈哈尼族乡下辖以下村级行政区划单位：
景哈村、莫南村、搭亥村、土鲁村、戈牛村、坝那村、国营橄榄坝农场三区和国营橄榄坝农场四区。